# Черепнин, Лев Владимирович
Лев Влади́мирович Черепни́н (30 марта (12 апреля) 1905, Рязань — 12 июня 1977, Москва) — советский историк-медиевист, специалист в области российской истории, источниковедения, историографии, вспомогательных исторических дисциплин. Академик АН СССР (1972). Лауреат Государственной премии СССР (1981, посмертно).

## Семья
- Дед — Алексей Иванович Черепнин, агроном и историк, активно участвовал в работе Рязанской архивной комиссии.
- Отец — Владимир Алексеевич Черепнин, историк и юрист.
- Мать происходила из семьи священника, умерла при родах.

## Образование и учёные степени
Учился в Гимназии Репман, где преподавал его отец, затем — в Рязанском институте народного образования (1921—1922). Слушал лекции на факультете общественных наук МГУ, куда его не принимали в качестве полноправного студента из-за непролетарского происхождения. Учился у академиков М. М. Богословского и Д. М. Петрушевского, профессоров С. В. Бахрушина и А. И. Яковлева. В 1925 году экстерном сдал экзамены за университетский курс и с 1926 года учился в аспирантуре Института истории РАНИОН, которую успешно окончил в 1929 году.
Кандидат исторических наук (1942; тема диссертации: «Древнерусская церковная феодальная вотчина XIV—XVI вв.»). Доктор исторических наук (1947; тема диссертации: «Русские феодальные архивы XIV—XV веков»).
Доцент (1944), профессор (1947).

## Начало научной деятельности, арест, заключение
Во время учёбы в аспирантуре вместе с С. Б. Веселовским участвовал в обработке вотчинного архива Троице-Сергиевой лавры. С 1929 года работал помощником заведующего отделом рукописей Государственной библиотеки имени В. И. Ленина.
В ноябре 1930 года арестован по делу так называемого «Всенародного союза борьбы за возрождение свободной России». Был приговорён к трём годам лишения свободы, заключение отбывал на двинских камнеразработках в Северном крае.
В 1933 году был освобождён, вернулся в Москву, где был вынужден заниматься временной работой в издательствах, живя на квартирах у родственников и знакомых (официально Черепнину как ранее судимому было запрещено проживать в столице).
С 1936 года работал по временному договору в Институте истории АН СССР. В 1941—1942 годах был учителем в средней школе.

## Преподавательская деятельность
С февраля 1942 года работал заведующим кабинетом, затем преподавателем источниковедения кафедры вспомогательных исторических дисциплин Историко-архивного института. За время работы в институте защитил кандидатскую и докторскую диссертации, стал соавтором учебника по палеографии.
В 1948 году деятельность ставшего к тому времени профессором Черепнина была подвергнута резкой критике, на Учёном совете в докладе директора института его труды были объявлены безыдейными, научно-бесплодными и отдающими предпочтение формальным моментам, а не диалектической логике. В 1949 он вторично был подвергнут «проработке» — на этот раз на общем собрании сотрудников института — и был вынужден его покинуть.
В 1944—1960 годах преподавал по совместительству в Московском государственном университете, читал общие и специальные курсы по отечественной истории, источниковедению, историографии, руководил дипломниками и аспирантами. В 1946—1952 годах читал курс лекций по истории СССР в Московском государственном институте международных отношений. Также преподавал в Академии общественных наук при ЦК КПСС.

## Исследовательская работа
С 1946 года — старший научный сотрудник, с 1951 — заведующий сектором истории СССР Института истории. С 1969 года — заведующий отделом докапиталистических формаций на территории СССР Института истории СССР.
Профессионально занимался изучением генезиса феодализма у восточных славян, образования и характера Древнерусского государства, периода удельной раздробленности, социально-экономических и политических условий образования и развития Русского централизованного государства, становления сословно-представительной монархии и её перерастания в абсолютную, крестьянских войн XVII—XVIII веков, культуры и общественной мысли России. Гипотеза о древнейшем источнике летописи о начальной истории Руси, названной Черепниным «Свод 996 г.».
Автор работ в области историографии и вспомогательных исторических дисциплин. Один из первых советских учёных, начавших разработку теоретических и методологических вопросов источниковедения. Создал научную школу в области медиевистики.
Анализируя процесс централизации Российского государства, находил его экономические и социальные основания в аграрной сфере. Считал, что общий подъём сельского производства в результате значительной внутренней колонизации способствовал изменению, уплотнению сети расселения и типов поселений в сельской местности. В свою очередь, это вело к эволюции отношений собственности в светском и церковном секторах и к укреплению на этой основе социальной базы политического объединения.
Внёс значительный вклад в изучение Земских соборов как сословно-представительных учреждений, в своей монографии, вышедшей в 1978 году, ввёл в оборот новые источники, анализировал деятельность соборов во взаимосвязи с социальным и политическим контекстом, дал наиболее полную сводку по истории Земских соборов и близких к ним представительных собраний. Как специалист по истории Земских соборов Черепнин избирался вице-президентом Международной комиссии по истории представительных и парламентских учреждений.
По его инициативе или при его участии вышли в свет ранее не опубликованные работы российских историков, а также переизданы уже выходившие в свет, но ставшие библиографической редкостью работы. Среди них: «Избранные труды» Б. Д. Грекова в 5 томах (вышло только 4), «Избранные произведения» М. Н. Покровского в 4 книгах, «Научные труды» С. В. Бахрушина в 4 томах, монографии К. В. Базилевича, И. У. Будовница и др. Являлся редактором переиздания «Истории России» С. М. Соловьёва в 15 книгах (1959—1966).
Был членом бюро Национального комитета историков Советского Союза. Лауреат Государственной премии Молдавской ССР (1972), премии им. М. В. Ломоносова МГУ (1957). Заслуженный деятель науки РСФСР (1970).
По оценке профессора Ю. Н. Афанасьева, Л. В. Черепнин — «историк, вне всякого сомнения, талантливый и продуктивный».

## Труды
Автор более 400 научных работ, в том числе 30 крупных публикаций источников.
Основные научные труды:
- Русские феодальные архивы XIV—XV вв. Ч. 1—2. М., 1948—1951.
- Русская палеография. — М.: Издательство политической литературы, 1956. — 616 с. — 8000 экз.
- Русская историография до XIX в. М., 1957;
- Образование Русского централизованного государства в XIV—XV веках: Очерки социально-экономической и политической истории Руси / Институт истории АН СССР; Оформление художника В. Кузякова. — М.: Издательство социально-экономической литературы, 1960. — 900 с. — 10 000 экз.
- Новосельцев А. П., Пашуто В. Т., Черепнин Л. В., Шушарин В. П., Щапов Я. Н. Древнерусское государство и его международное значение. — М.: Наука, 1965. — 476 с. — 2200 экз.
- Исторические взгляды классиков русской литературы. — М.: Мысль, 1968. — 384 с. — 16 500 экз.
- Новгородские берестяные грамоты как исторический источник. — М.: Наука, 1969. — 440 с. — 2200 экз.
- Земские соборы Русского государства в XVI—XVII вв. — М.: Наука, 1978. — 416 с. — 4200 экз. (2-е изд. 2015)
- Вопросы методологии исторического исследования: Теоретические проблемы истории феодализма: Сборник статей. М., 1981.
- Отечественные историки: XVIII—XX вв.: Сборник статей. — М.: Наука, 1984. — 344 с. — 4000 экз.
- Моя жизнь, воспоминания. Т. 1. М.: Языки славянской культуры, 2015.

## Память
Похоронен на Армянском кладбище в Москве (2 уч.)

Могила на Армянском кладбище